# Arthur Bertschi
Arthur Bertschi, le 1er février 1903 à Neuchâtel et mort à Chexbres le 27 mai 1962, est un écrivain, poète, conteur, essayiste et critique littéraire vaudois.

## Biographie
Arthur Bertschi étudie à l'université de Neuchâtel de la même ville, où il obtient une licence en lettres. Il part vivre à Zurich où il préside les amis de la culture française et reçoit le prix d'encouragement de la ville. 
Arthur Bertschi reçoit le prix de la Fondation Schiller et est nommé Chevalier de la Légion d'honneur. Disciple de Francis Jammes, Arthur Bertschi vit un certain temps à Chexbres où il décède le 27 mai 1962.

## Sources
- « Arthur Bertschi », sur la base de données des personnalités vaudoises sur la plateforme « Patrinum » de la Bibliothèque cantonale et universitaire de Lausanne.
- Écrivains suisses d'aujourd'hui, p. 23
- Dictionnaire des écrivains suisses d'expression française, p. 76-77
- Gazette de Lausanne 1962/05/29, p. 3
- cité comme pétionnaire dans l'article consacré à la publication de Cher Maître Lettres à Charles Maurras, LA DISTINCTION, 1996/10, p.3